# Velké Janovice
Velké Janovice är en ort i Tjeckien.   Den ligger i regionen Vysočina, i den centrala delen av landet, 140 km öster om huvudstaden Prag. Velké Janovice ligger 590 meter över havet och antalet invånare är 121.
Terrängen runt Velké Janovice är platt västerut, men österut är den kuperad. Runt Velké Janovice är det ganska tätbefolkat, med 111 invånare per kvadratkilometer. Närmaste större samhälle är Nové Město na Moravě, 10,9 km väster om Velké Janovice. Omgivningarna runt Velké Janovice är en mosaik av jordbruksmark och naturlig växtlighet.